# Torunda
Se llama torundas a una especie de lechinos que se hacen con estopas o con hilas. 
Los filamentos se colocan y mantienen paralelamente a su longitud por un hilo que le da vueltas, más o menos apretadas, según que se necesita que la torunda sea más o menos firme y dura. Unas veces se le da la forma de un clavo, es decir, que es puntiaguda por una extremidad; y por la otra, como no está atada, presenta una especie de cabeza cuando la aprietan por encima. Otras veces se lía hasta la punta y lo que queda sin liar ofrece una especie de pincel, que evita toda impresión dolorosa. La torunda o tienta solo se usa en el caso de una fístula que no se pueda dilatar bien y en el que es necesario conservar la abertura basta que se llena todo el vacío pero se irá disminuyendo poco a poco su volumen y se suprimirá lo antes posible.
También se forman torundas con lienzo enrollado y sujetado con cera o con algunas vueltas de hilo; antes de enrollarlo se deshilachan las orillas, lo cual forma una especie de borlilla. Estas torundas se hacen más habitualmente con estopas, atándolas solamente por el medio.